# 請求原因
請求原因とは、民事訴訟において、訴えによる請求を特定の権利主張として構成するのに必要な事実のこと。その主張および当該主張を基礎づける証拠の申出は攻撃方法の一種である。

## 概要

### 請求の原因（請求原因）
（法第133条2項2号）
民事訴訟法（以下、法）では、訴えの提起（司法権をつかさどる裁判所（憲法第76条1項）に対して、紛争解決のために裁判をして欲しいと請求すること）をするためには、裁判所に訴状を提出しなければならないとされている（法第133条1項）
裁判所に提出する、訴状には、必ず記載しなければならない事項（必要的記載事項）が法定されている。
法第133条2項1号では、当事者及び法定代理人と記されている。原告、被告及び代理人を立てた場合は、その代理人（弁護士又は司法書士）である。
法第133条2項2号では、請求の趣旨及び原因と記されている。

### 請求の原因：定義
訴えによる請求を特定の権利主張として構成するのに必要な事実のことを言う。

### 具体例
- 貸したお金を返して欲しいといった給付の訴えの場合では、原告は、被告に平成○○年■月△日、金○○円を貸したという事実（金銭消費貸借契約）

- 不動産の所有権が自分にあるとの確認の訴えの場合では、被告は、原告に平成○○年■月△日、当該不動産を売買したという事実（不動産売買契約）

- 婚姻を取り消すという形成の訴えの場合では、再婚禁止期間に婚姻届を出した（民法746条）という事実

など

## 関連
- 法律
- 民法